# Gladiolus caeruleus
Gladiolus caeruleus es una especie de gladiolo que se encuentra en Sudáfrica.    

## Descripción
Gladiolus caeruleus es una planta herbácea perennifolia, geofita  que alcanza un tamaño de 0.15 - 0.35 de altura- Se encuentra en Sudáfrica.
Gladiolus caeruleus  se encuentra en suelos de piedra caliza y otras arenas calcáreas cerca de la costa en el suroeste de la Provincia del Cabo. Las flores son de color azul con manchas oscuras en los tépalos inferiores.

## Taxonomía
Gladiolus caeruleus fue descrita por Goldblatt & J.C.Manning y publicado en Novon 6(2): 179. 1996.
Etimología
Gladiolus: nombre genérico que se atribuye a Plinio y hace referencia, por un lado, a la forma de las hojas de estas plantas, similares a la espada romana denominada "gladius". Por otro lado, también se refiere al hecho de que en la época de los romanos la flor del gladiolo se entregaba a los gladiadores que triunfaban en la batalla; por eso, la flor es el símbolo de la victoria.
caeruleus: epíteto latíno que significa "de color azul".
Sinonimia
- Gladiolus gracilis var. latifolius G.J.Lewis	[7][8]